# Veau d'or de la meilleure réalisation
Le Veau d'or de la meilleure réalisation (Gouden Kalf - Beste regie) est une récompense remise dans le cadre des Veaux d'or remis par le Festival du cinéma néerlandais. Il récompense la meilleure réalisation de l'année.

## Lauréats
- 1983 : Dick Maas pour L'Ascenseur (De lift)
- 1984 : Rudolf van den Berg pour Bastille
- 1985 : Paul Verhoeven pour La Chair et le Sang (Flesh and Blood)
- 1986 : Alex van Warmerdam pour Abel
- 1987 : Dick Maas pour Les Gravos
- 1988 : Pieter Verhoeff pour Van geluk gesproken
- 1989 : Frans Weisz pour Leedvermaak
- 1990 : Frouke Fokkema pour Kracht
- 1991 : Frans Weisz pour Bij nader inzien
- 1992 : Alex van Warmerdam pour Les Habitants (De Noorderlingen)
- 1993 : Ben Sombogaart pour Het zakmes
- 1994 : Rosemarie Blank pour Rit over de grens
- 1995 : Marleen Gorris pour Antonia et ses filles (Antonia)
- 1996 : Theo van Gogh pour Blind Date
- 1997 : Rudolf van den Berg pour For my baby
- 1998 : Karim Traïdia pour De Poolse bruid
- 1999 : Roel Reiné pour The Delivery
- 2000 : Jean van de Velde pour Lek
- 2001 : Martin Koolhoven pour De grot
- 2002 : Alejandro Agresti pour Valentín
- 2003 : Pieter Kuijpers pour Van God Los
- 2004 : Eddy Terstall pour Simon
- 2005 : Nanouk Leopold pour Guernesey
- 2006 : Paul Verhoeven pour Zwartboek
- 2007 : Mijke de Jong pour Tussenstand
- 2008 : Joram Lürsen pour Alles is Liefde
- 2009 : Urszula Antoniak pour Nothing Personal
- 2010 : Rudolf van den Berg pour Tirza
- 2011 : Nanouk Leopold pour Brownian Movement
- 2012 : Paula van der Oest pour The Domino Effect
- 2013 : Jim Taihuttu pour Wolf
- 2014 : Saskia Diesing pour Nena
- 2015 : Remy van Heugten pour Gluckauf
- 2016 : Boudewijn Koole pour Beyond Sleep
- 2017 : Martin Koolhoven pour Brimstone
- 2018 : Jaap van Heusden pour In Blue
- 2019 : Sacha Polak pour Dirty God
- 2020 : Mischa Kamp pour Kapsalon Romy
- 2021 : Sabine Lubbe Bakker et Niels van Koevorden pour Kom hier dat ik u kus